# Shakhipur Upazila
Shakhipur Upazila är ett underdistrikt i Bangladesh. Det ligger i den centrala delen av landet, 60 km söder om huvudstaden Dhaka.
Trakten runt Shakhipur Upazila består till största delen av jordbruksmark.